# Opopaea silhouettei
Opopaea silhouettei är en spindelart som först beskrevs av Benoit 1979.  Opopaea silhouettei ingår i släktet Opopaea och familjen dansspindlar. Inga underarter finns listade i Catalogue of Life.